# Almargem do Bispo
Almargem do Bispo ist ein Ort und eine ehemalige Gemeinde (Freguesia) im portugiesischen Kreis Sintra. Die Gemeinde hatte 9043 Einwohner (Stand 30. Juni 2011).
Mit der Gebietsreform vom 29. September 2013 wurden die Gemeinden Almargem do Bispo, Pêro Pinheiro und Montelavar zur neuen Gemeinde União das Freguesias de Almargem do Bispo, Pêro Pinheiro e Montelavar zusammengeschlossen. Almargem do Bispo ist Sitz dieser neu gebildeten Gemeinde.